# Francesc Josep Suñé Montragull
Francesc Josep Suñé Montragull (el Rourell, 1 de desembre de 1938) va ser un ciclista català, que competí entre 1958 i 1966. La victòria més important fou un triomf d'etapa a la Volta a Portugal.

## Palmarès
- 1959
  - 1r al Critèrium de Tarragona
- 1961
  - 1r al Trofeu de Ripollet
- 1965
  - Vencedor d'una etapa a la Volta a Portugal
  - Classificació de les Metes volants a la Volta a Catalunya

### Resultats a la Volta a Espanya
- 1963. 40è de la classificació general
- 1964. 34è de la classificació general
- 1966. Abandona

### Resultats al Tour de França
- 1964. Abandona (6a etapa)

### Resultats al Giro d'Itàlia
- 1962. Abandona